# قائمة الأفلام المصرية سنة 2019
بلغ عدد الأفلام المصرية في عام 2019 نحو 22 فيلمًا جديدًا فقط. أول الأفلام المعروضة في 2019 كان فيلم 122 الذي صدر يوم 2 يناير.
تخطت إيرادات الأفلام في هذا العام إيرادات العام الماضي. وحقق فيلم الفيل الأزرق 2 أعلى الإيرادات في السنة، وأعلى إيرادات في تاريخ السينما المصرية بمبلغ 103 مليون جنيه مصري.

## قائمة الأفلام
هذه قائمة الأفلام المصرية لعامِ 2019 مرتبة أبجدياً:
| اسم الفيلم           | تأليف وإخراج                                        | بطولة                                                                                        | إنتاج                                           | تاريخ الإصدار  | ملصق الفيلم | المصادر |
| -------------------- | --------------------------------------------------- | -------------------------------------------------------------------------------------------- | ----------------------------------------------- | -------------- | ----------- | ------- |
| 122                  | إخراج: ياسر الياسري تأليف: صلاح الجهيني             | أحمد داود طارق لطفي أمينة خليل                                                               | سيف عريبي                                       | 2 يناير 2019   |             | [ 6 ]   |
| إنت حبيبي وبس        | إخراج: أحمد البدري تأليف: سيد السبكي                | محمود الليثي بوسي محمد ثروت صافيناز                                                          | أحمد السبكي                                     | 10 أغسطس 2019  |             | [ 7 ]   |
| الضيف                | إخراج: هادي الباجوري تأليف: إبراهيم عيسى            | خالد الصاوي أحمد مالك شيرين رضا جميلة عوض                                                    | روتانا ستوديوز آي بروداكشنز                     | 8 يناير 2019   |             | [ 8 ]   |
| الطيب والشرس واللعوب | إخراج: رامي رزق الله تأليف: رأفت رضا                | مي كساب محمد سلام أحمد فتحي بيومي فؤاد طارق الإبياري                                         | إيهاب السرجاني                                  | 11 سبتمبر 2019 |             | [ 9 ]   |
| الفيل الأزرق 2       | إخراج: مروان حامد تأليف: أحمد مراد                  | كريم عبد العزيز إياد نصار هند صبري نيللي كريم تارا عماد أحمد خالد صالح                       | روتانا ستوديوز سينرجي للإنتاج الفني             | 25 يوليو 2019  |             | [ 5 ]   |
| الكنز 2              | إخراج: شريف عرفة تأليف: عبد الرحيم كمال             | محمد سعد محمد رمضان هند صبري أحمد رزق أحمد حاتم هيثم احمد زكى أمينة خليل روبي هاني عادل      | وليد صبري                                       | 11 أغسطس 2019  |             | [ 10 ]  |
| الممر                | إخراج: شريف عرفة تأليف: أمير طعيمة                  | أحمد عز أحمد رزق إياد نصار أحمد فلوكس محمد فراج أحمد صلاح حسني                               | هشام عبد الخالق                                 | 4 يونيو 2019   |             | [ 11 ]  |
| حملة فرعون           | إخراج: رؤوف عبد العزيز تأليف: كريم حسن بشير         | عمرو سعد روبي محمود عبد المغني محمد لطفي حمدي الميرغني فراس سعيد مايك تايسون هافثور بيورنسون | محمد السبكي                                     | 4 يونيو 2019   |             | [ 12 ]  |
| خيال مآنة            | إخراج: خالد مرعي تأليف: عبد الرحيم كمال             | أحمد حلمي منة شلبي خالد الصاوي حسن حسني بيومي فؤاد                                           | وليد صبري                                       | 12 أغسطس 2019  |             | [ 13 ]  |
| ساعة رضا             | إخراج: هاني حمدي تأليف: هشام يحيي                   | أحمد فتحي محمد ثروت هالة فاخر دينا فؤاد شيماء سيف طاهر أبو ليلة طارق صبري إسلام إبراهيم      | أحمد السبكي                                     | 9 يناير 2019   |             | [ 14 ]  |
| سبع البرمبة          | إخراج: محمود كريم تأليف: لؤي السيد                  | رامز جلال جميلة عوض مها أبو عوف بيومي فؤاد محمد ثروت محمد عبدالرحمن                          | روتانا ستوديوز الإخوة المتحدين                  | 4 يونيو 2019   |             | [ 15 ]  |
| ضغط عالي             | إخراج: عبد العزيز حشاد تأليف: محمود صابر            | نضال الشافعي أيتن عامر لطفي لبيب هالة فاخر أحمد فتحي رامي غيط صبري عبد المنعم ميمي جمال      | محمود صابر                                      | 3 ابريل 2019   |             | [ 16 ]  |
| عيش حياتك            | إخراج: تامر بسيوني تأليف: وسام حامد                 | سامح حسين ساندي إدوارد سامية الطرابلسي محمد نور                                              | رويال صن                                        | 13 فبراير 2019 |             | [ 17 ]  |
| قرمط بيتمرمط         | إخراج: أسد فولادكار تأليف: أمين جمال، وعبد الله حسن | أحمد آدم مي سليم دينا فؤاد وليد فواز                                                         | أحمد السبكي                                     | 16 يناير 2019  |             | [ 18 ]  |
| قهوة بورصة مصر       | إخراج: أحمد نور تأليف: غادة حنفي، وعلاء مرسي        | حسن حسني لطفي لبيب رانيا محمود ياسين ريكو علاء مرسي صلاح عبد الله مصطفى قمر محمد لطفي        | دينا خورشيد                                     | 26 يونيو 2019  |             | [ 19 ]  |
| قصة حب               | إخراج: عثمان أبو لبن تأليف: أماني التونسي           | أحمد حاتم هنا الزاهد ياسر الطوبجي علا رشدي مؤمن نور                                          | ياسر صلاح                                       | 13 فبراير 2019 |             | [ 20 ]  |
| كازابلانكا           | إخراج: بيتر ميمي تأليف: هشام هلال                   | أمير كرارة خالد أرغنتش إياد نصار غادة عادل عمرو عبد الجليل لبلبة أحمد داش محمود البزاوي      | وليد منصور                                      | 4 يونيو 2019   |             | [ 21 ]  |
| لما بنتولد           | إخراج: تامر عزت تأليف: نادين شمس                    | أمير عيد عمرو عابد إبتهال الصريطي                                                            | معتز عبد الوهاب                                 | 23 أكتوبر 2019 |             | [ 22 ]  |
| محمد حسين            | إخراج: محمد علي تأليف: شريف عادل                    | محمد سعد سمير صبري مي سليم ويزو بيومي فؤاد محمد ثروت                                         | أحمد السبكي                                     | 4 يونيو 2019   |             | [ 23 ]  |
| نادي الرجال السري    | إخراج: خالد الحلفاوي تأليف: أيمن وتار               | كريم عبد العزيز غادة عادل ماجد الكدواني نسرين طافش بيومي فؤاد دينا فؤاد                      | لؤي عبد الله وائل عبد الله                      | 23 يناير 2019  |             | [ 24 ]  |
| ولاد رزق 2           | إخراج: طارق العريان تأليف: صلاح الجهيني             | أحمد عز عمرو يوسف أحمد الفيشاوي أحمد داود خالد الصاوى محمد ممدوح كريم قاسم                   | طارق العريان موسى عيسى تامر مرسي راو إنترتينمنت | 8 أغسطس 2019   |             | [ 25 ]  |
| كازانوفا             |                                                     | ايساف راند البحيري الهام عبد البديع                                                          |                                                 | 12 مايو 2019   |             | [22]    |